# Gare de Cernay (Val-d’Oise)
Gare de Cernay vasútállomás és RER állomás Franciaországban, Ermont településen.

## Vasútvonalak
Az állomást az alábbi vasútvonalak érintik:
- Saint-Denis–Dieppe-vasútvonal

## Kapcsolódó állomások
A vasútállomáshoz az alábbi állomások vannak a legközelebb:
- Gare de Franconville - Le Plessis-Bouchard (Gare de Pontoise, RER C, Transilien H)
- Gare d’Ermont - Eaubonne (Gare de Massy - Palaiseau, RER C)
- Gare d’Ermont - Eaubonne (Paris Gare du Nord, Transilien H)

## Lásd még
- Franciaország vasútállomásainak listája
- A RER állomásainak listája